# Ruige scheefkelk
De ruige scheefkelk (Arabis hirsuta subsp. hirsuta) is een tweejarige plant, die behoort tot de kruisbloemenfamilie (Brassicaceae). De ondersoort staat op de Nederlandse Rode lijst van planten als zeldzaam en stabiel of toegenomen. De plant komt van nature voor op het noordelijk halfrond in de gematigde en koudere streken.
De plant wordt 30-90 cm hoog en is tot aan de bloeiwijze behaard. De donkergroene bladeren hebben geen waslaagje. De eironde tot langwerpige rozetbladeren zijn ondiep en verwijderd gezaagd. De bladeren hoger aan de donkergroene stengel zijn veelal sterker getand. Er zijn zeven tot twintig stengelbladeren, waarvan de middelste korter zijn dan de bijbehorende internodiën van de stengel. De stengelbladeren hebben aan de voet geen oortjes of kleine afgeronde oortjes. Bij de pijlscheefkelk (Arabis hirsuta subsp. sagittata) zijn deze stengelbladeren langer dan de bijbehorende internodiën en hebben ze aan de voet spitse, afstaande oortjes.
De ruige scheefkelk bloeit in mei en juni met vier, witte, 4-6,5 mm lange kroonbladen.
De vrucht is een iets afgeplatte, 1,5-3,5 cm lange en 1-1,5 mm brede hauw, waarvan de vruchtkleppen ook bovenaan een duidelijk uitspringende middennerf hebben. Bij de pijlscheefkelk hebben de bovenste vruchtkleppen een onduidelijke middennerf. De langste hauwen zijn meestal korter dan 5 cm en die van de pijlscheefkelk 5-7 cm lang. De roodbruine zaden zijn 1 × 1,5 mm groot.

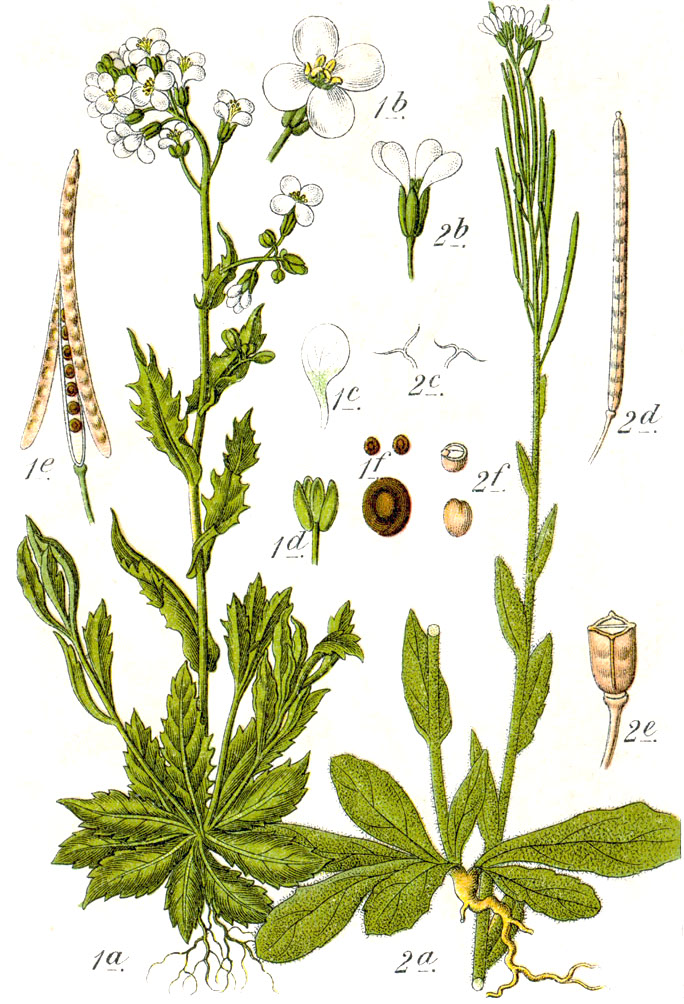
rechts: ruige scheefkelk

De ruige scheefkelk is gebonden aan droge, kalkrijke grond. In de duinen staat de soort vooral tussen laag struweel op noordhellingen. Zij staat hier vaak in klein aantal, zodat zij tussen de vegetatie nauwelijks opvalt. Een enkele maal staat zij in loofbos in de binnenduinen. In Zuid-Limburg is de soort te vinden in de ijle begroeiing van steenachtige hellingen. Ruige scheefkelk komt plaatselijk vrij algemeen voor in de kalkrijke duinen tussen ‘s-Gravenhage en Wijk aan Zee. Elders in de kalkrijke duinen en in Zuid-Limburg is zij zeldzaam. Daarnaast komt zij zeer zelden voor langs bijvoorbeeld de grote rivieren.
De ruige scheefkelk komt voor op droge, kalkrijke grond en soms op stadsmuren, stenige plaatsen of halfbeschaduwde grond. De pijlscheefkelk komt voor op stadsmuren en droge, kalkrijke grond.

## Inhoudsstoffen
In de zaden komt de mosterdolie hirsutine voor.

## Waardplant
De ruige scheefkelk is een van de waardplanten van het oranjetipje.

## Plantengemeenschap
Ruige scheefkelk is een kensoort voor het verbond van droge, kalkrijke duingraslanden (Polygalo-Koelerion), een groep van plantengemeenschappen van soortenrijke droge graslanden op kalk- en voedselrijke zeeduinen.
Ruige scheefkelk is ook een kensoort van de associatie van tengere veldmuur, een plantengemeenschap die op de bovenrand van enkele mergelgroeven in het westen van Zuid-Limburg voorkomt.
Het is tevens een indicatorsoort voor het kalkgrasland, een karteringseenheid in de Biologische Waarderingskaart (BWK) van Vlaanderen en het Brussels Hoofdstedelijk Gewest met als code 'hk'.

## Namen in andere talen
- Duits: Rauhaarige Gänsekresse, Behaarte Gänsekresse, Rauhe Gänsekresse
- Engels:Hairy Rock-cress, Western Hairy Rock-Cress
- Frans: Arabette hérissée